# Бузеирская пещера
Бузеирская пещера (азерб. Buzeyir mağarası, тал. Byzaj koc) — пещера в Лерикском районе Азербайджана. Является первой пещерной стоянкой палеолитического периода в Талышских горах.
Пещера расположена на левом берегу реки Зувандчай, на вершине горы Деликли-Даш, в 3 км к востоку от селения Бузеир, на высоте 1640 м над уровнем моря. Длина пещеры 17 м, ширина — 10-13 м.
Пещера была обнаружена в ходе археологической экспедиции 1985 года в Ленкоранский, Лерикский и Масаллинский районы под руководством А.Г. Джафарова. В результате раскопок в пещере были обнаружены каменные изделия и точёные кости животных, относящиеся к палеолиту.

## История
В результате археологической разведки в долине Зувандчай были обнаружены пещеры и горные убежища. Территория региона Лерик — это Талышский хребет вдоль границы с Ираном, за которым следует хребет Пештасар на севере, а затем хребет Буровар. Зувандский бассейн расположен между хребтами Талыш и Пештасара. Самые высокие вершины — Кюмюркей (2492 м) и Кызюрды (2433 м). Талышские горы, образованные главным образом в течение третьего геологического периода, являются продолжением Малого Кавказа. В отличие от Малого Кавказа, в Талышских горах были образованы вулканические пещеры. Вершины Талышских гор полностью обнажены. Растительность — это в основном редкие леса, лесистые луга и горные леса. Во время археологических исследований были обнаружены несколько пещер на 9-м километре дороги Лерик-Зуванд. Бузеирская пещера расположена на 9-м километре дороги Лерик-Бузейр, на левом берегу реки Зувандчай, в 3 км к востоку от деревни Бузеир. Длина пещеры составляет 12 метров, её ширина составляет 5-6 метров, а её высота — 2,5 метра (от почвенного осадка).

## Археологические исследования
Научные исследования средних палеолитических лагерей Азербайджана предоставляют информацию об образе жизни живущих здесь людей, приборостроении и охотничьем хозяйстве, а также о неандертальском типе населения во время культуры Мустье.
Во время археологических раскопок, проведенных в пещере, были найдены камни и охотничьи кости животных, относящиеся к периоду палеолита. Около 74 археологических раскопок были обнаружены в пещере Бузеир.
В каменных изделиях были зафиксированы когтистые сердечники, простые костяшки, одноглазые белые платки, чешуйки и доски. В результате археологических исследований, проведённых на территории Азербайджанской Республики в период с 1953 по 2003 год, были найдены и изучены пещеры Азыха (III слой), Таглар, Даш салахлы, Дамчи, Казма и Бузеир, относящиеся к культуре среднего палеолита и мустье.
Во время археологических раскопок палеолитической археологической экспедиции в 1985, 1990 и в 2007 году в многослойном лагере Бузеир было зарегистрировано шесть слоёв археологических раскопок:
- Первый слой состоит из чернозёмного слоя. Были найдены средневековые глиняные блюда. Толщина слоя составляла 5-7 см.[5]
- Второй слой состоит из слоя жёлтого глицина. Во время археологических раскопок, проведенных на втором слое, были найдены многочисленные глиняные блюда. Толщина второго слоя составляет 40-45 см.
- Третий слой состоит из слоя серовато-желтой глины. Остатки охотничьих костей животных были обнаружены внутри слоя. Толщина данного слоя составляла 32-35 см.[5]
- Четвёртый слой состоит из слоя серозёма. Толщина пласта составляла 25-30 см.
- Пятый слой — слой темно-жёлтой почвы. Одиночные остатки пород были обнаружены в структуре пласта. Толщина данного слоя составляла 50-55 см.
- Шестой слой состоит из светло-жёлтого песчаного слоя. Шестой слой состоял из скал, падающих с потолка пещер. Толщина описанного данного составляла 35-40 см.[6]